# Salven el millón (Uruguay)
Salven el millón es un concurso de televisión creado por la productora Endemol, presentado en Uruguay por Jorge Carlos Piñeyrúa, siendo en 2013 un programa independiente, ya que en 2012 formaba parte del programa de entretenimientos y humor Yo y 3 Más. Es la versión local del programa británico The Million Pound Drop Live emitido por Channel 4. Es emitido por Canal 10 desde el 21 de agosto de 2012 y se continúa emitiendo en 2015 y termina de transmitirse ese mismo año por el nuevo programa Escape perfecto, Pero en abril de 2017 se confirma una nueva temporada de Salven el Millón. Es la adaptación del programa Million Dollar Money Drop, que emitía el canal Fox de Estados Unidos. Como la mayoría de las versiones, pero a diferencia de la versión original inglesa, la versión uruguaya (así también como la argentina, con Susana Giménez) no se emite en vivo.

## Formato
En este programa se ponen en juego $1.000.000 (U$D 45.454) debiendo, las parejas de concursantes, depositar los 50 fajos de $20.000 en las diferentes opciones que se muestran en pantalla luego de haber elegido entre dos categorías. Los concursantes pasan a la siguiente ronda con el dinero que depositaron en la opción correcta y pierden el resto, que caerán antes de dar a conocer la respuesta. La primera, segunda y tercera pregunta posee 4 opciones, la cuarta, quinta y sexta posee 3 y finalmente, la última pregunta posee sólo dos opciones, debiendo arriesgarse a una u otra. En todos los casos, uno de los casilleros debe quedar libre, imposibilitando a los participantes que repartan su dinero entre todas las opciones. Los participantes quedan fuera de juego cuando ya no les queda dinero para jugar y el juego finaliza una vez que contestaron correctamente la séptima pregunta independientemente del dinero que hayan salvado. La versión Salven el Millón en Uruguay se graba en el estudio 1 de Canal 10